# Frans Hin
Franciscus "Frans" Fidelio Joseph Hin (Haarlem, 29 de janeiro de 1906 — 6 de março de 1968) foi um velejador neerlandês, campeão olímpico. Ele competiu nos Jogos Olímpicos de Verão de 1920 na classe Dinghy 12 pés e conquistou a medalha de ouro a bordo do Beatrijs III ao lado de Cornelis Hin e Johan Hin.
Durante a segunda corrida uma das marcas estava à deriva e a corrida foi abandonada. Como os organizadores não tiveram tempo de refazer a regata naquela semana, as duas regatas restantes foram remarcadas para 3 de setembro daquele ano. Como as duas equipes eram holandesas, os organizadores solicitaram ao Comitê Olímpico dos Países Baixos que organizasse a corrida em Amsterdã.
Hin se tornou o homem mais jovem a ganhar uma medalha de ouro nas Olimpíadas de 1920, com 14 anos e 163 dias. Mais tarde, ele trabalhou na fábrica de meias de seu pai.